# Ludwig Quidde
Ludwig Quidde (Bremen, 23 maart 1858 – Genève, 4 maart 1941) was een Duits pacifist, die tegenwoordig vooral herinnerd wordt vanwege zijn wrange kritiek op de Duitse keizer Wilhelm II van Duitsland. Quidde’s carrière besloeg vier tijdsperiodes uit de Duitse geschiedenis: die van Bismarck (tot 1890); het Duitse Keizerrijk onder Wilhelm II (1888-1918); de Weimarrepubliek (1918-1933); en nazi-Duitsland. In 1927 won hij de Nobelprijs voor de Vrede.

## Biografie
Quidde werd geboren in een rijke familie. Hij groeide op in Bremen, las veel over geschiedenis, en raakte betrokken bij de activiteiten van de Duitse Vredesgemeenschap (Deutsche Friedensgesellschaft). In zijn jongere jaren was hij al tegen de politiek van Bismarck.
In 1894 publiceerde hij een 17 pagina's tellend pamflet getiteld Caligula. Eine Studie über römischen Caesarenwahnsinn (Caligula: Een studie naar Romeinse keizerswaanzin). Dit pamflet ging geheel over het Romeinse Rijk uit de eerste eeuw na Christus, maar Quidde legde impliciet een connectie tussen de Romeinse keizer Caligula en Wilhelm II. Hij beschuldigde beide van megalomanie. Het blootleggen van de parallellen in een recensie betekende het einde van Quidde's academische carrière als historicus. Toen hij zich ook kritisch uitte over de nieuwe eremedaille ter nagedachtenis van Wilhelm I van Duitsland, werd hij beschuldigd van majesteitsschennis en tot drie maanden gevangenisstraf veroordeeld.
Aan het einde van de Eerste Wereldoorlog behoorde Quidde tot een groep die zich tegen het Verdrag van Versailles keerde. Hoewel de Duitse regering zich neerlegde bij het verdrag en alle nadelige gevolgen die dit voor Duitsland betekende, voorspelden Quidde en andere pacifisten reeds dat deze omstandigheden tot een nieuwe oorlog zouden leiden.
Toen in 1933 Adolf Hitler aan de macht kwam, vluchtte Quidde naar Zwitserland. Daar vestigde hij zich in Genève, alwaar hij de rest van zijn leven doorbracht. Hij bleef de rest van zijn leven een optimist. Op zijn 76e publiceerde hij zijn essay "Landfriede und Weltfriede" (1934).
In 1941 stierf Quidde aan de gevolgen van een longontsteking.